# Любовники из Хасанлу
Любовники Хасанлу − два человеческих скелета, которые были найдены группой археологов из Пенсильванского университета во главе с Робертом Дайсоном в 1972 году при раскопках древнего города Хасанлу, расположенного близ нынешнего города Негеде в Западном Азербайджане на северо-западе Ирана. Во время раскопок было установлено, что Хасанлу был разрушен огнём.
Возраст захоронения — около 800 года до н. э.
Человеческие скелеты «Любовников Хасанлу» были найдены в мусорной яме. Единственная особенность — каменная плита под головой скелета с левой стороны. Находка названа «Любовники Хасанлу» или «Поцелуй длиной в 2800 лет».
Два скелета погребены рядом друг с другом, скелет слева протягивает правую руку, чтобы коснуться лица любовника справа. Они оба обнимают друг друга и имеют явные признаки тяжелых увечий, которые стали причиной их смерти. Эксперты считают, что они погибли во время разрушения цитадели Теппе Хасанлу.
Скелет справа лежит на спине. Стоматологические исследования показали, что это был молодой человек, возможно, 19-22 лет. Таз принадлежит мужчине. По-видимому, его здоровье было хорошим, без каких-либо очевидных доказательств лечения прижизненных травм.
Второй скелет лежит на левом боку. Его возраст до 30-35 лет. Имеющиеся данные свидетельствуют о том, что он также принадлежит мужчине , хотя первоначально, до того, как был подвергнут ДНК-анализу, был идентифицирован как женский.
Изотопные исследования показали, что рацион питания их был разнообразным, состоящим из пшеницы и ячменя, мяса овец и коз, и что «Любовники Хасанлу» родились и выросли в этом районе.